# KIT Publishers

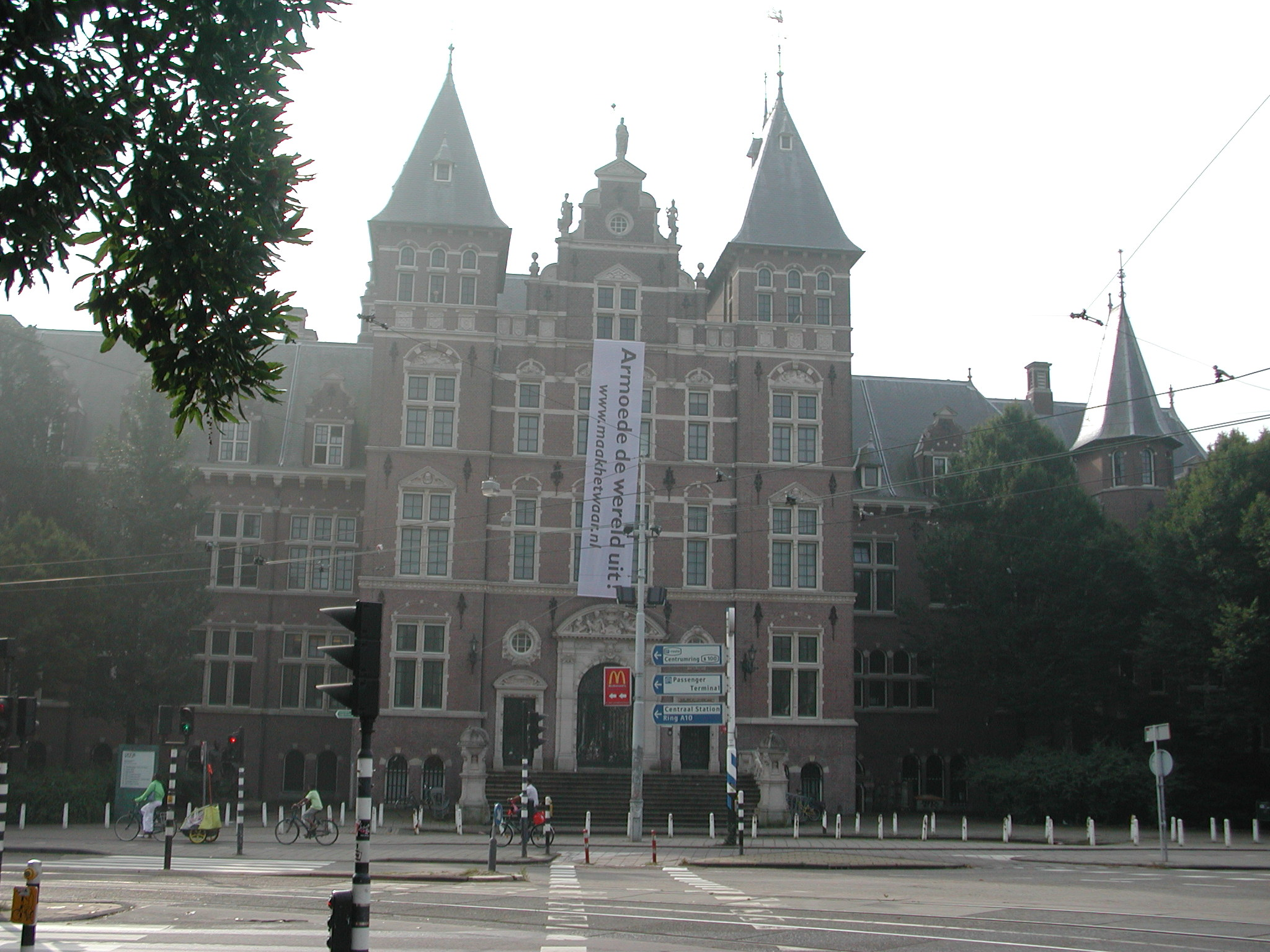
Voorgevel Koninklijk Instituut voor de Tropen

KIT Publishers was een Nederlandse onafhankelijke uitgeverij en multidisciplinair kennisinstituut, opgericht in 1989. KIT was gespecialiseerd in landeninformatie, wereldwijde kunst en cultuur en ontwikkelingssamenwerking. De uitgever was verbonden aan het Koninklijk Instituut voor de Tropen (KIT) in Amsterdam en is bij de reorganisatie van het instituut in 2013 opgeheven. De uitgeverij LM Publishers komt voort uit KIT Publishers. 
De publicaties van KIT Publishers weerspiegelden het beleid en de activiteiten van het KIT. Ook gaf KIT Publishers catalogi en boeken uit die de tentoonstellingen van Tropenmuseum en de programma's van Tropentheater begeleiden. Daarnaast gaf KIT Publishers titels uit in eigen beheer.

## Thema's
Het KIT Publishers fonds telde in totaal ongeveer vierhonderd boeken (najaar 2009). Jaarlijks verschenen er zo’n vijftig tot zestig nieuwe publicaties. KIT Publishers gaf non-fictie en fictie uit, zowel Nederlands- als Engelstalig, voor personen van 8 tot 80 jaar. De belangrijkste thema’s waren:
- Kunst en Cultuur
- Geschiedenis, Politiek & Debat
- Reizen en Landeninformatie
- Research for Development
- Informatieve kinderboeken

## Boekenseries
KIT Publishers was de uitgever van de bekende serie De Landenreeks. De Landenreeks was een betrouwbare bron van informatie over meer dan zestig landen in de wereld. De boeken geven uitleg over de geschiedenis, de geografie, de cultuur, de bewoners en de economie van een land.
De Bulletins van het Koninklijk Instituut voor de Tropen behandelden actuele thema's in de internationale ontwikkeling. Het was een multidisciplinair forum waarin wetenschappers, beleidsmakers, managers en adviseurs hun werk presenteerden in de landbouw, natuurlijke hulpbronnen, gezondheid, cultuur, geschiedenis en antropologie. 
Andere series waren: de Wereldreeks, informatieve boeken voor kinderen van 9 tot 15 jaar over een land, de cultuur en zijn geschiedenis. De Correspondentenreeks bevatte boeken met het persoonlijke en journalistieke relaas over het leven en werken als correspondent in een ver land. 